# 582 př. n. l.

## Narození
- Pythagoras, řecký myslitel a matematik († 496 př. n. l.).

## Hlava státu
Médská říše:
- Astyagés (Ištumegu)

Persis:
- Kambýsés I.

Egypt:
- Haibre (26. dynastie)

Novobabylonská říše:
- Nabukadnezar II.